# أشوك أغاروال
أشوك أغاروال هو مدير مركز طب الذكورة ومدير الأبحاث في المركز الأمريكي للطب التناسلي في كليفلاند كلينيك، كليفلاند، في الولايات المتحدة الأمريكية. وهو أستاذ في كلية كليفلاند كلينك ليرنر للطب بجامعة كيس ويسترن ريزيرف في الولايات المتحدة الأمريكية. أشوك هو أحد كبار الموظفين في معهد غليكمان لجراحة المسالك البولية والكليتين في كليفلاند كلينيك. ونشر أبحاثًا مترجمة مكثفة في العقم البشري والإنجاب المساعد.

## تعليمه
حصل أشوك على درجة البكالوريوس (مع مرتبة الشرف) في عام 1975، والماجستير في عام 1977، والدكتوراه في عام 1983 من جامعة باناراس الهندوسية، فاراناسي (الهند)، تحت إشراف الراحل سي جيه دومينيك. أجرى أبحاث ما بعد الدكتوراه في مؤسسة روكفلر في قسم جراحة المسالك البولية، كلية الطب بجامعة هارفارد ومستشفى بريغهام في بوسطن، ماساتشوستس (منذ 1984حتى 1986)، تحت إشراف الحاصلة على درجة الدكتوراه أنيتا بي هوفر.

## الحياة المهنية
بعد حصوله على تدريب ما بعد الدكتوراه في كلية الطب بجامعة هارفارد، بوسطن، عمل أشوك كمدير لمختبر الذكورة وبنك الحيوانات المنوية في مستشفى نيوتن-ويليسلي، بوسطن. عُيّن مديرًا لأبحاث العقم عند الذكور ومدرسًا في الجراحة وبعد ذلك أستاذًا مساعدًا في جراحة المسالك البولية في كلية الطب بجامعة هارفارد (مدير أبحاث المسالك البولية: الطبيب كيفن آر لوغلين) بين عامَي 1988 و1992. إضافة إلى مسؤولياته التدريسية، عمل أشوك كمنسق لفحص الذكورة في مختبر الغدد الصماء التناسلية في مستشفى بريغهام (المدير الطبي: الطبيب جورج إل موتر). عينت مؤسسة كليفلاند كلينك بولاية أوهايو أشوك رئيسًا لمركز طب الذكورة السريري في عام 1993، والذي أصبح على مر السنين مركزًا متميزًا لتشخيص العقم عند الرجال وللحفاظ على خصوبة الرجال المصابين بالأورام في الولايات المتحدة.
أشوك هو مدير المختبر السريري المعتمد من مجلس الإدارة (HCLD) في طب الذكورة من قبل المجلس الأمريكي للتحليل الحيوي، ومراقب في كلية علماء الأمراض الأمريكية «برنامج المختبر الإنجابي» لاعتماد مختبرات أمراض الذكورة والتخصيب في المختبر. وشغل منصب رئيس مجلس إدارة الكلية الأمريكية لعلم الأجنة منذ 2009 حتى 2012.
وهو مدير دورة التدريب الصيفية الناجحة للغاية في الطب التناسلي. في آخر 13 عامًا، تخرج أكثر من 320 طالبًا من جميع أنحاء الولايات المتحدة وخارجها من هذا البرنامج السنوي الناجح للغاية.
كان أشوك نشيطًا في البحوث السريرية، ودرّب مختبره أكثر من 525 من العلماء والباحثين السريريين من أكثر من 55 دولة. قدم المركز الأمريكي للطب التناسلي تدريبًا عمليًا لـ 210 مرشحًا في مجال تقنيات التلقيح بالمساعدة (تقنيات علم الأجنة وعلم الذكورة) من 45 دولة.
يُعتبر بالنسبة لعدد الاستشهادات المؤلف الأكثر استشهادًا في العديد من المجلات الطبية مثل الخصوبة والعقم، وجراحة المسالك البولية، والطب الحيوي الإنجابي عبر الإنترنت، وعلم الذكورة، وعلم الأحياء التناسلي والغدد الصماء. دُعي أشوك كمتحدث ضيف إلى أكثر من 30 دولة لحضور اجتماعات دولية مهمة وندوات في السنوات الأخيرة. وهو عضو في اللجنة الاستشارية الدولية حول العقم عند الذكور التابعة لجمعية الطب التحويلي.